# Paragomphus z-viridum
Paragomphus z-viridum är en trollsländeart som beskrevs av Fraser 1955. Paragomphus z-viridum ingår i släktet Paragomphus och familjen flodtrollsländor. Inga underarter finns listade i Catalogue of Life.